# Marina Gustà i Martorell
Marina Gustà i Martorell   (Barcelona, 1956) és una historiadora de la literatura catalana i professora de la Universitat de Barcelona.
Va estudiar filologia catalana a la Universitat Autònoma de Barcelona, amb una tesina sobre la narrativa de Josep M. de Sagarra (1981). Més endavant, es doctorà a la Universitat de Barcelona amb una tesi sobre Els orígens ideològics i literaris de Josep Pla (1917-1925), publicada com a llibre el 1995. És docent de la Universitat de Barcelona des del curs 1982-83. S'ha especialitzat en investigar l'obra de Josep Carner, Josep Pla, Mercè Rodoreda i Llorenç Villalonga. És responsable del grup de recerca consolidat Literatura Catalana dels segles XVI-XX. Repertori, ecdòtica i poètica de la mateixa UB.
Ha publicat diverses investigacions sobre literatura catalana del segle xx, particularment sobre l'obra de Josep Maria de Sagarra, Mercè Rodoreda i Josep Pla. Forma part de l'equip de redacció de la revista Els Marges des de 1991, i de la revista L'Avenç des de 1999. També ha col·laborat ocasionalment amb el digital Núvol.

## Obres destacades
- "Mirall trencat” de Mercè Rodoreda (1985), amb Maria Campillo
- Els orígens ideològics i literaris de Josep Pla, (Curial 1995)[4]
- La literatura catalana, en una perspectiva europea 2007, amb Núria Santamaria